# Kathryn Card
Kathryn Card (Butte, 4 ottobre 1892 – Costa Mesa, 1º marzo 1964) è stata un'attrice statunitense.

## Filmografia parziale

### Cinema
- Non parlare, baciami (Kiss and Tell), regia di Richard Wallace (1945)
- Tragico segreto (Undercurrent), regia di Vincente Minnelli (1946)
- Perfido inganno (Born to Kill), regia di Robert Wise (1947)
- I trafficanti (The Hucksters), regia di Jack Conway (1947)
- Età inquieta (That Hagen Girl), regia di Peter Godfrey (1947)
- Mamma non ti sposare (Three Daring Daughters), regia di Fred McLeod Wilcox (1948)
- Filibustieri in gonnella (The Sainted Sisters), regia di William D. Russell (1948)
- Mariti su misura (The Model and the Marriage Broker), regia di George Cukor (1951)
- La dama bianca (The Girl in White), regia di John Sturges (1952)
- It Happens Every Thursday, regia di Joseph Pevney (1953)
- La porta del mistero (Remains to be Seen), regia di Don Weis (1953)
- Le tre notti di Eva (The Birds and the Bees), regia di Norman Taurog (1956)
- Pietà per la carne (Home Before Dark), regia di Mervyn LeRoy (1958)
- Domani m'impiccheranno (Good Day for a Hanging), regia di Nathan Juran (1959)
- Anime sporche (Walk on the Wild Side), regia di Edward Dmytryk (1962)
- Voglio essere amata in un letto d'ottone (The Unsinkable Molly Brown), regia di Charles Walters (1964)

### Televisione
- La mia piccola Margie (My Little Margie) – serie TV, 2 episodi (1952-1953)
- The Ford Television Theatre – serie TV, 3 episodi (1952-1956)
- Fireside Theater – serie TV, 3 episodi (1954-1955)
- Lucy ed io (I Love Lucy) – serie TV, 9 episodi (1954-1956)
- The George Burns and Gracie Allen Show serie TV, 4 episodi (1954-1958)
- The Star and the Story – serie TV, episodio 2x02 (1955)
- The Red Skelton Show – serie TV, 10 episodi (1955-1962)
- Screen Directors Playhouse – serie TV, episodio 1x20 (1956)
- The Charles Farrell Show – serie TV, 12 episodi (1956)
- The Gray Ghost – serie TV, episodio 1x05 (1957)
- How to Marry a Millionaire – serie TV, episodio 1x11 (1957)
- Mr. Adams and Eve – serie TV, episodio 2x21 (1958)
- Philip Marlowe – serie TV, episodio 1x12 (1959)
- The Wide Country – serie TV, episodio 1x24 (1963)